# Grumman
La Grumman Aircraft Engineering Corporation, successivamente Grumman Aerospace Corporation e più comunemente nota come Grumman, è stata un'importante industria aeronautica statunitense del XX secolo. Venne fondata nel 1929 da Leroy Grumman ed altri cinque soci e nel 1994 venne acquisita dalla Northrop Corporation, che diede vita alla nuova azienda Northrop Grumman Corporation. Per oltre 60 anni la Grumman è stata una delle più importanti aziende aeronautiche del mondo per la produzione di aerei militari, producendo alcuni dei modelli più famosi della storia dell'aviazione, come l'F6F Hellcat, l'A-6 Intruder e l'F-14 Tomcat.

## Storia

### Le origini
Leroy Grumman, un ex pilota della Marina ora ingegnere, lavorava per la Loening Aircraft Engineering Corporation negli anni venti, ma quando l'azienda venne acquistata dalla Keystone Aircraft Corporation e spostata da New York in Pennsylvania, Grumman ed altri colleghi (Edmund Ward Poor, William Schwendler, Jake Swirbul e Clint Towl) avviarono una loro azienda in una vecchia fabbrica della Cox-Kleim Aircraft Corporation a Long Island (New York).
L'azienda venne fondata il 5 dicembre 1929 e avviò le operazioni il 2 gennaio 1930. Impegnata inizialmente nella saldatura di tubi di alluminio per camion, l'azienda aspirava ad un contratto con la US Navy. Grumman si immise nel mercato realizzando i primi galleggianti per idrovolanti dotati di carrello retrattile per la Marina.
Tra il 1931 e il 1933 Grumman e Schwendler convinsero la Marina Statunitense ad affidar loro lo sviluppo di un nuovo caccia e di un nuovo ricognitore. Questi due aerei impiegavano i nuovi galleggianti progettati dalla Grumman, che permettevano sia di atterrare sulle portaerei che di ammarare in acqua, cosa che nessun aereo prima di allora era in grado di fare. Il nuovo caccia venne chiamato FF-1 "Fert'l Myrt'l": era un biplano biposto che poteva partire da un aeroporto o da una portaerei e che poteva anche atterrare sull'acqua e rimanere a galla se necessario. La versione da ricognizione venne chiamata invece JF Duck ed era dotata di speciali galleggianti. Entrambi questi aerei, insieme all'F3F, versione monoposto dell'FF-1, costituirono l'ossatura dell'aviazione navale statunitense degli anni trenta.

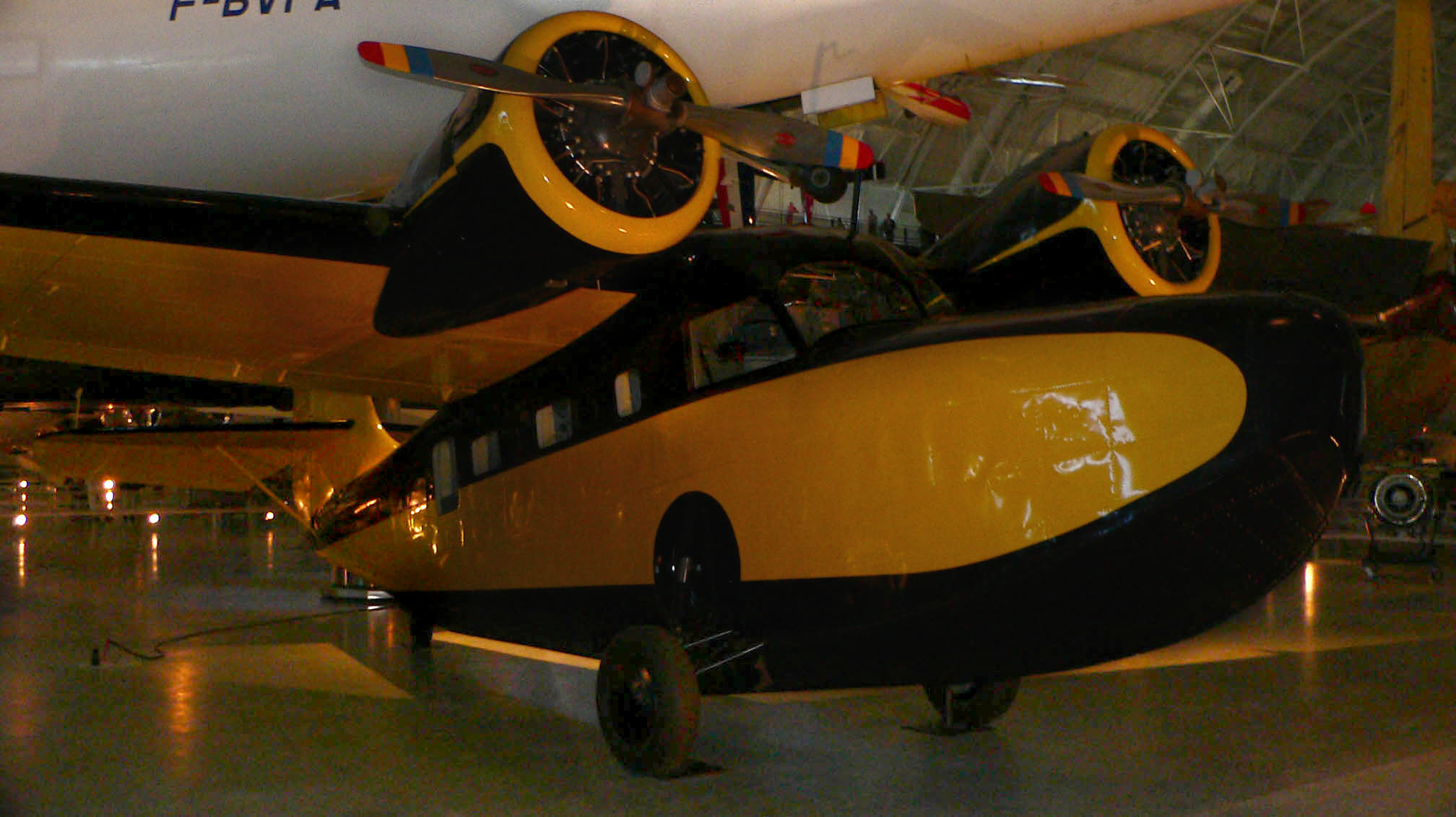
Grumman G-21 Goose

Nonostante i forti legami con la Marina Statunitense, a metà degli anni '30 la Grumman decise di sviluppare anche aerei per il mercato commerciale per non dover dipendere da un solo cliente. I primi prodotti non destinati al mercato militare furono il G-21 Goose e il G-22 Gulfhawk, sviluppati nel 1936. Il Goose veniva incontro alle esigenze di un piccolo gruppo di uomini d'affari newyorchesi, che desideravano un servizio taxi "marino" per spostarsi rapidamente dallo specchio d'acqua di fronte ai loro uffici di Wall Strett alle loro proprietà nella lontana Long Island. Il G-21 era un idrovolante monoplano bimotore che poteva trasportare 8 passeggeri e due membri dell'equipaggio.  Il Goose si dimostrò così versatile che allo scoppio della seconda guerra mondiale sia la U.S. Navy che l'USAAF ne impiegarono alcune versioni modificate.
Il G-22 Gulfhawk era un aereo costruito su ordinazione di Al Williams, un famoso pilota acrobatico e detentore di un record del mondo di velocità. Williams aveva sempre ammirato le realizzazioni della Grumman e si rivolse a loro quando aveva bisogno di costruire un nuovo aereo acrobatico. Il G-22 era un biplano monomotore molto maneggevole, in grado di volare ad una velocità massima di 475 km/h. Ai comandi di Williams l'aereo era formidabile e fu la maggiore attrazione degli air show tenuti in quegli anni.
Diversamente dalle altre aziende aeronautiche che si trovarono in difficoltà durante la grande depressione, la Grumman aumentò le sue fabbriche il numero degli impiegati negli anni '30 grazie ai suoi affari con i militari. Con la crescita della compagnia, nel 1937 la sede venne spostata dalla Valley Stream a Farmingdale fino a Bethpage, la sede finale (tutte le località sono a Long Island). Per buona parte della guerra fredda la Grumman è stata il più grande singolo datore di lavoro di Long Island.

### Durante la seconda guerra mondiale
Nell'autunno del 1941 la Grumman aveva circa 6500 impiegati, ma la sua espansione non accennava a fermarsi. Per produrre tutti gli aerei di cui la Marina aveva bisogno durante la seconda guerra mondiale, i lavoratori della Grumman crescevano al ritmo di 1000 al mese, fino al picco di 25000 impiegati nel settembre del 1943.  Anche la dimensione delle fabbriche cresceva e si lavorava 24 ore al giorno, producendo più aerei di qualsiasi altra azienda durante la guerra. Nel marzo del 1945 la Grumman stabilì un record, consegnando 664 esemplari prodotti in una singola fabbrica.
Le realizzazioni della Grumman erano considerate così robuste ed affidabili che l'azienda veniva spesso soprannominata Grumman Ironworks (ovvero "ferriera Grumman").
Il primo importante aereo della Grumman impiegato in guerra fu l'F4F Wildcat, un caccia-bombardiere imbarcato monomotore e monoposto. Fu il primo caccia monoplano realizzato dall'azienda ed era in grado di piegare le ali in modo da risparmiare spazio negli hangar delle portaerei. Sebbene fosse inferiore in agilità rispetto al giapponese Mitsubishi A6M "Zero", i piloti statunitensi riuscivano comunque a tenergli testa nei combattimenti ravvicinati grazie alle sue eccellenti capacità di picchiata e virata.

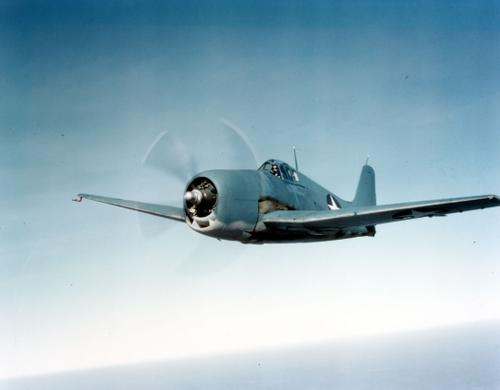
F6F Hellcat

Il TBF Avenger era invece un aerosilurante monoplano monomotore che diede un contributo significativo alla vittoria degli Alleati sul Giappone e la Germania. L'equipaggio era composto da un pilota, un mitragliere posteriore ed un addetto radio/puntatore; a pieno carico, l'Avenger pesava il doppio del Wildcat. Grazie alla mitragliatrice difensiva posteriore, il TBF era un ottimo aereo da combattimento particolarmente efficiente negli attacchi in picchiata o a bassa quota.  La U.S. Navy lì usò con successo, in coppia con i Wildcat, contro i sottomarini giapponesi. Il primo Avenger fu consegnato nel gennaio del 1942.
La Grumman realizzò inoltre uno degli aerei da combattimento della seconda guerra mondiale che divennero poi dei "classici": l'F6F Hellcat. Essenzialmente era una versione più sofisticata dell'F4F Wildcat, ma appositamente progettata per poter rivaleggiare con lo Zero. Come il Wildcat, era un caccia-bombardiere monomotore monoposto con ali ripiegabili, ma poteva volare 97 km/h più veloce dell'F4F, aveva un'autonomia maggiore di 403 km e poteva trasportare più armi. I primi Hellcat vennero impiegati nel Pacifico nel settembre del 1943 e guadagnarono rapidamente un'ottima reputazione tra gli equipaggi grazie alle loro prestazioni e alla loro robustezza: potevano subire gravi danni ma riportare comunque il pilota a casa. L'F6F è stato uno degli aerei più prodotti della guerra ed è il detentore di un record impressionante: delle 6744 vittorie aeree dichiarate dagli aviatori navali, 4957 erano state ottenute a bordo dell'Hellcat.

### Il dopoguerra
Con la fine della guerra, sebbene la Grumman continuò con i rapporti con la Marina Statunitense, le esigenze militari erano cambiate e di conseguenza anche l'azienda dovette reinventarsi, aumentano la produzione destinata al mercato commerciale ed entrando nel settore dei voli spaziali.
Verso la fine della guerra, vennero sviluppati i primi motori a getto, dando vita ad una nuova era del volo. Anche la Grumman lavorò intensamente per migliorare questa nuova tecnologia. Il primo aereo della dell'azienda dotato di fu l'F9F Panther, divenuto operativo nel 1949 ed il più importante caccia della Marina durante la guerra di Corea, con 78000 missioni alle spalle.
A metà degli anni cinquanta la concorrenza tra le varie industrie aeronautiche divenne enorme; una in particolare, la McDonnell, era interessata ad assicurarsi un contratto della U.S. Navy per un caccia multiruolo. La Grumman venne battuta dalla McDonnell grazie al suo superiore F-4 Phantom: le ci vollero oltre 10 anni prima di realizzare un aereo che fosse migliore del Phantom.
I successi più grandi della compagnia furono l'A-6 Intruder (anni sessanta) e l'F-14 Tomcat (anni settanta).

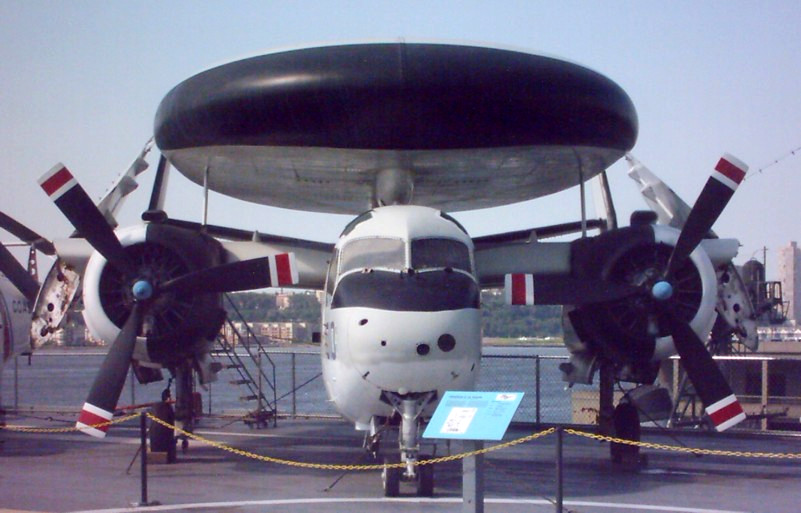
E-1 Tracer

Nonostante la perdita del contratto, l'azienda continuò a costruire aerei navali, specialmente per i ruoli di ricognizione e sorveglianza. Nel 1953 venne realizzato l'S-2 Tracker, un bimotore specializzato nella guerra anti-sottomarini in grado di trasportare una vasta gamma di armamenti. Nel febbraio del 1958 venne prodotto il secondo più importante aereo per la sorveglianza navale: l'E-1 Tracer, il primo aereo AEW imbarcato. Il Tracer era in grado di individuare aerei nemici a grande distanza e di coordinare gli aerei alleati per il contro-attacco. Una delle caratteristiche più insolite del Tracer era il grande radar a forma di fungo sopra la fusoliera. Il Tracer rimase il più importante aereo da sorveglianza fino a quando non venne sviluppato il suo successore, l'E-2.
L'E-2 Hawkeye, entrato in servizio nell'ottobre del 1960, è ancora oggi un aereo fondamentale per la protezione della flotta. Grazie ai suoi sensori allo stato dell'arte e alla capacità di essere rifornito in volo, l'Hawkeye è il più prodotto, e uno dei più avanzati, aerei da sorveglianza. Già alla metà degli anni '70 il suo ATDS (Airborne Tactical Data System) era in grado di seguire 200 obiettivi nemici contemporaneamente e sviluppare piani di difesa. Nel 1991 giocò un ruolo fondamentale nella guerra del Golfo e nel 2002 ha contribuito alla guerra statunitense al terrorismo.
Quando la Grumman perse il contratto per il primo caccia-bombardiere imbarcato per la Marina, decise di diversificare gli investimenti e produrre aerei anche per il mercato commerciale. Nel 1958 venne realizzato il Gulfstream, un piccolo aereo executive, in grado di trasportare 19 persone, che ottenne un enorme successo commerciale. Del Gulfstream ne venne prodotto anche un altro modello, il Gulfstram II, dotato di due motori a getto e presentato nell'ottobre del 1966.
Tra gli anni '50 e '60 la Grumman costruì anche alcune canoe, aliscafi sperimentali, sottomarini e camion.
Nonostante l'ingresso nel mercato commerciale, la Grumman rimase comunque nel campo della progettazione di aerei navali. Alla fine degli anni '50 questa strategia diede i suoi frutti quando la U.S. Navy scelse la Grumman per produrre un nuovo aereo da attacco a bassa quota ognitempo, quello che poi sarebbe diventato l'A-6 Intruder. L'A-6 era un aereo da attacco imbarcato subsonico con un equipaggio costituito dal pilota e dal bombardiere seduti affiancati; entrò in servizio nell'aprile del 1960 e divenne una delle armi fondamentali impiegate durante la guerra del Vietnam, in grado com'era di trasportare 9 tonnellate di missili o bombe. La Marina era talmente soddisfatta dell'A-6 che chiese alla Grumman una versione più avanzata che incorporasse sensori e armi per la guerra elettronica, l'EA-6B Prowler, impiegato anche durante la guerra del Golfo.

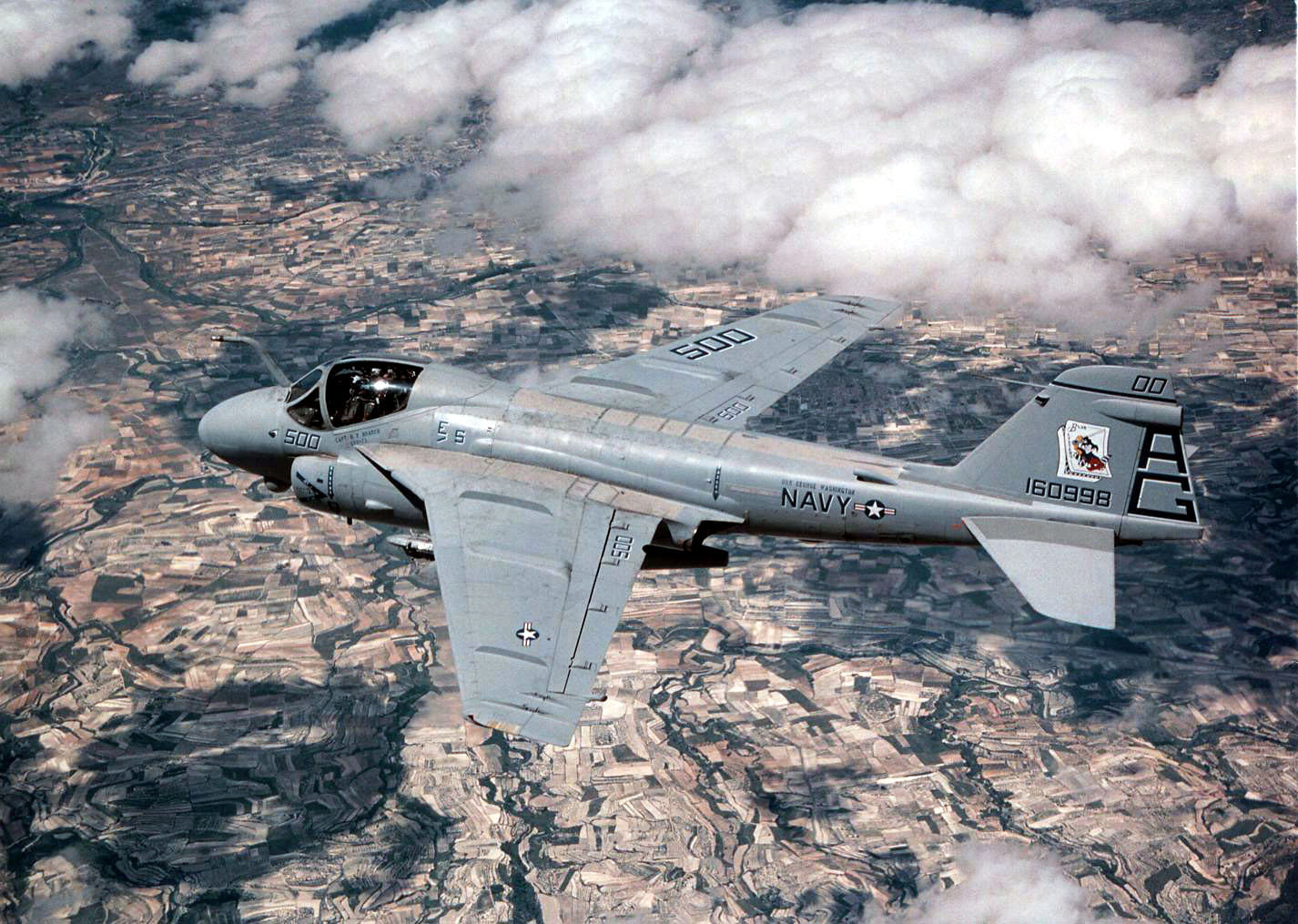
A-6 Intruder

Con la diversificazione degli investimenti alla fine degli anni '50, la Grumman entrò anche nel nuovissimo campo dell'esplorazione spaziale. Nel 1960 vinse un contratto per la realizzazione dell'Orbiting Astronomical Observatories (OAO). Questi osservatori furono i primi telescopi spaziali, gli antenati diretti del telescopio spaziale Hubble. Ne vennero costruiti 4 in tutto.
L'esperienza guadagnata con gli OAO aiutò la Grumman a vincere, il 7 novembre 1962, il contratto per la costruzione del Modulo Lunare Apollo (LEM), la navicella spaziale che permise agli astronauti di atterrare sulla Luna. Il LEM è la prima vera navicella spaziale perché operava totalmente fuori dall'atmosfera terrestre. Il LEM venne utilizzato anche come "scialuppa di salvataggio" dall'equipaggio dell'Apollo 13, durante la loro disastrosa missione nell'aprile del 1970. La Grumman per questo uso straordinario pretese dalla NASA una gratifica aggiuntiva. In tutto vennero costruiti 12 LEM, di cui 6 atterrarono sulla Luna.

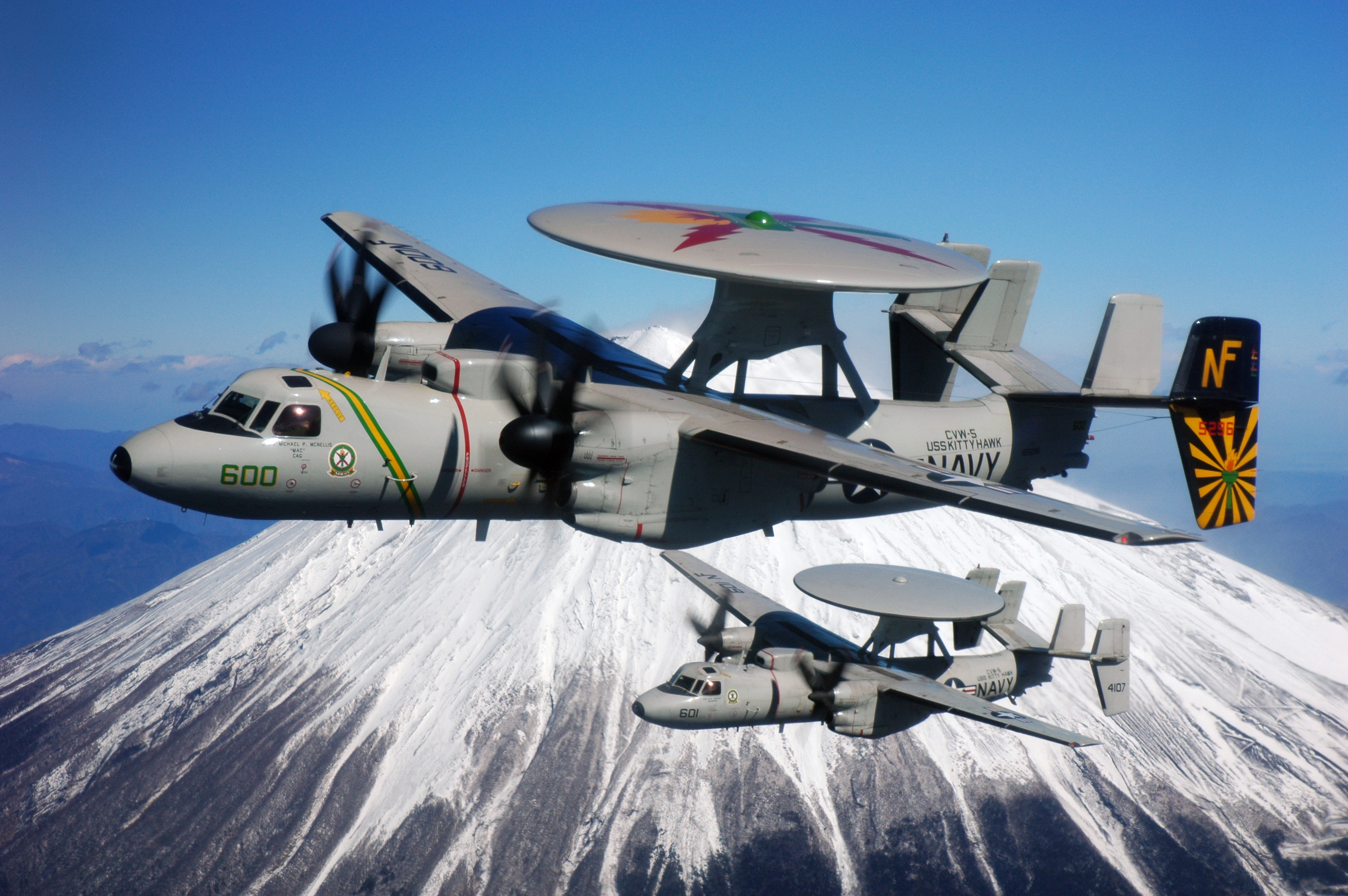
E-2 Hawkeye

Quando il programma Apollo venne chiuso, la Grumman fu uno dei partecipanti per l'appalto della costruzione dello Space Shuttle, ma il contratto venne vinto dalla Rockwell International.
Nel frattempo, nel 1969, l'azienda cambiò nome in Grumman Aerospace Corporation e nel 1978 la divisione Grumman-America venne venduta alla Gulfstream Aerospace.
La Grumman cercava comunque di riguadagnare la sua posizione di primo fornitore per i caccia della Marina. Gli ingegneri della Grumman si misero al lavoro non appena apparve il Phantom. Il loro nuovo concetto, quello di ala a geometria variabile, venne inizialmente impiegato sull'F-111 nel 1964, ma il progetto non divenne mai un prototipo a causa di numerosi problemi tra le varie forze armate degli Stati Uniti. Gli ingegneri della Grumman applicarono però questo concetto al loro nuovo caccia imbarcato, l'F-14 Tomcat. La Marina rimase impressionata dalle capacità dell'F-14 e lo rese il suo più importante caccia: nel settembre del 1972 il Tomcat cominciò a rimpiazzare il Phantom sui ponti delle portaerei statunitensi. Grazie alla sua velocità massima di Mach 2,5 anche a livello del mare, alla sua estrema agilità e alla superiorità dei suoi sistemi d'arma, l'F-14 è stato il migliore caccia della Marina per oltre 20 anni. È stato ritirato dal servizio nel 2006

### La crisi e la fusione con la Northrop
La Grumman ebbe serie difficoltà finanziarie negli anni ottanta, nonostante continuasse a costruire i Tomcat e gli Hawkeye per tutto il decennio, la fine della guerra fredda e il conseguente ridimensionamento della spesa per la difesa alla fine degli anni novanta portò ad una serie di fusioni e fallimenti tra le industrie aerospaziali.
Nel 1994 la Grumman stava affrontando problemi molto seri e l'indipendenza dell'azienda fu messa a rischio: se durante la guerra fredda i suoi dipendenti erano circa 23000, ora erano scesi a 8900. La Northrop Corporation, sua concorrente, la acquisì, dando vita alla Northrop Grumman Corporation, la terza più importante industria per la difesa statunitense.

## Prodotti
- La serie "Cat'":
  - Grumman F4F Wildcat
  - Grumman F6F Hellcat
  - Grumman F7F Tigercat
  - Grumman F8F Bearcat
  - Grumman F9F Panther
  - Grumman F9F Cougar
  - Grumman XF10F Jaguar
  - Grumman F-11 Tiger
  - Grumman F-14 Tomcat
- Aerei da caccia:
  - Grumman FF
  - Grumman F2F
  - Grumman F3F
  - Grumman XF5F Skyrocket
  - Grumman XP-50
- Aerei da attacco al suolo:
  - Grumman AF Guardian
  - Grumman A-6 Intruder
- Bombardieri:
  - Grumman TBF Avenger
- Aerei anfibi:
  - Grumman JF Duck
  - Grumman J2F Duck
  - Grumman G-21 "Goose"
  - Grumman G-44 "Widgeon"
  - Grumman HU-16 Albatross
  - Grumman G-73 "Mallard"
- Altri tipi:
  - Grumman C-1 Trader
  - Grumman E-1 Tracer
  - Grumman S-2 Tracker
  - Grumman E-2 Hawkeye
  - Grumman C-2 Greyhound
  - Grumman OV-1 Mohawk
  - Grumman EA-6 Prowler
  - Grumman X-29A
- Spazio:
  - Modulo Lunare Apollo
- Aerei civili:
  - Grumman Gulfstream I
  - Grumman Gulfstream II
  - Grumman American AA-1 (1971-76)
  - Grumman American AA-1 (1971-76)
  - Grumman American AA-5 (1972-75)

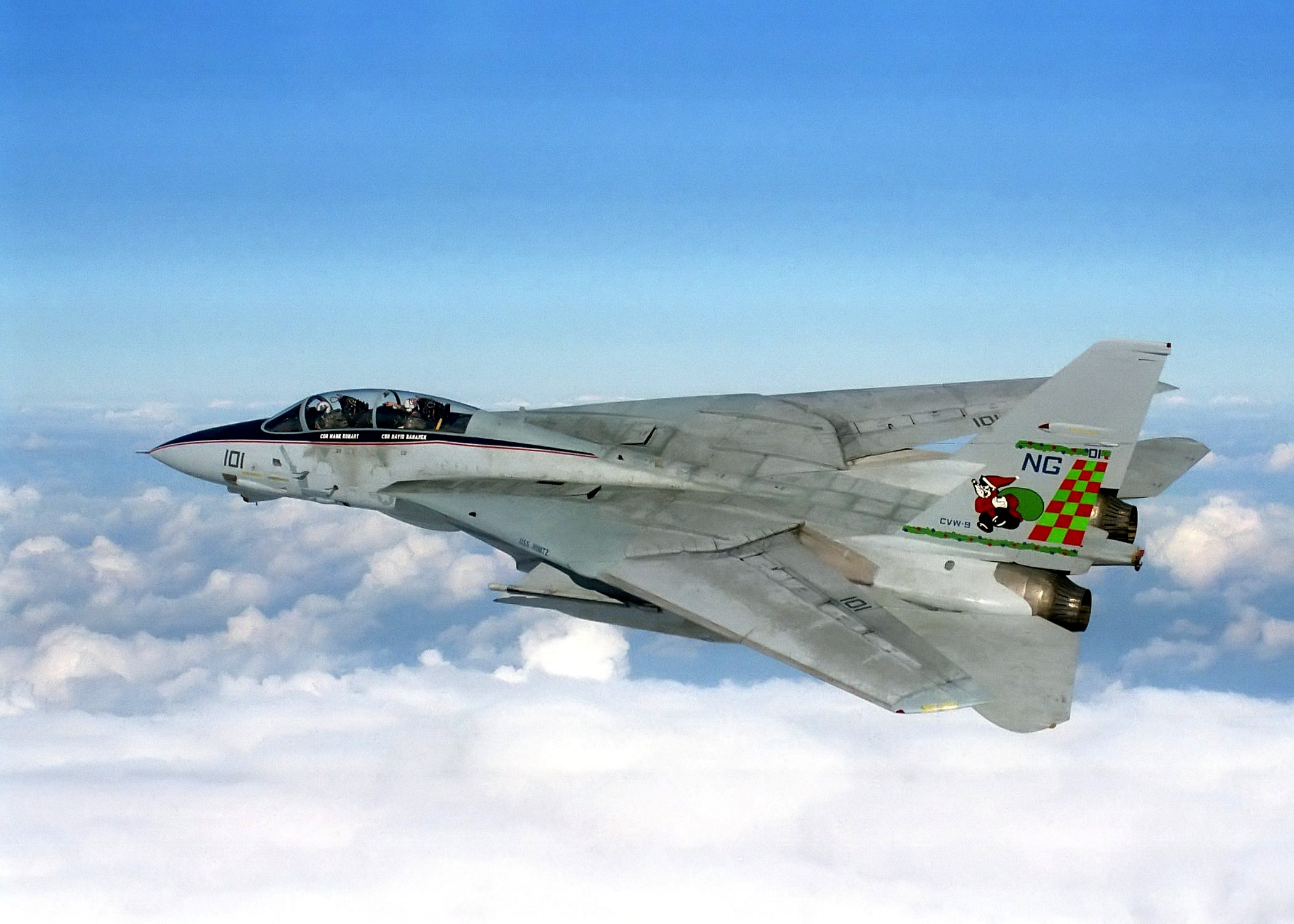
F-14 Tomcat

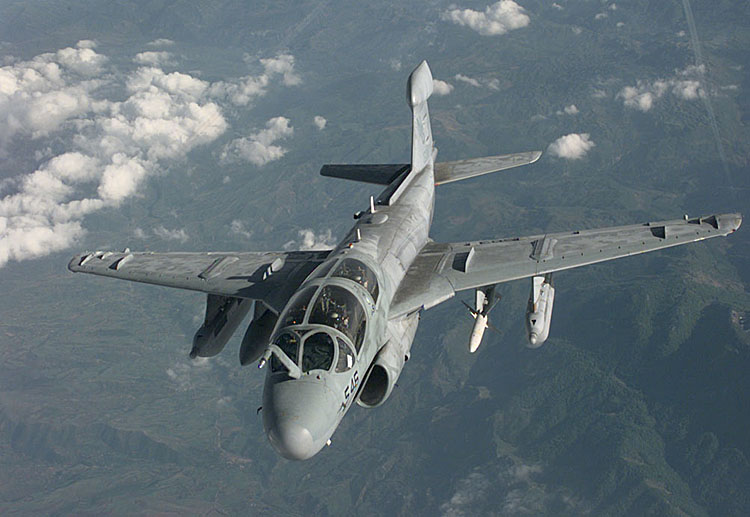
EA-6B Prowler

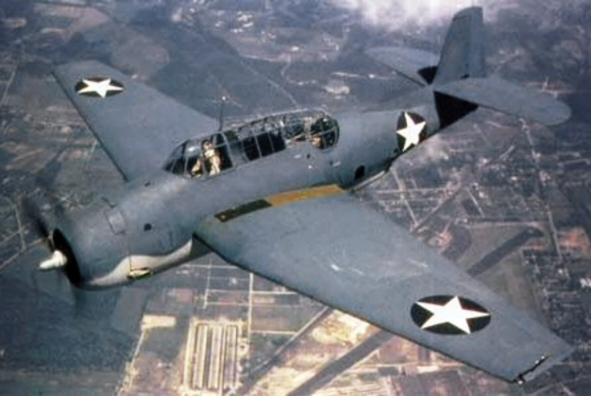
TBF Avenger

  - Grumman American AA-5A Cheetah (1976-79)
  - Grumman American AA-5B Tiger (1975-79)
- Altro:
  - la Grumman produceva il furgone postale LLV, largamente utilizzato dallo United States Postal Service e dalle Poste canadesi.